# Anbieterdilemma
Das Anbieterdilemma ist ein soziales Dilemma zwischen konkurrierenden Anbietern von Gütern in Zusammenhang mit Preisabsprachen.
Hierbei wird davon ausgegangen, dass ein Anbieter zahlreiche seiner Kunden an den Konkurrenten verlieren wird, sobald er die Preise erhöht. Dadurch hätte er also einen Nachteil.
Würden die Anbieter hingegen beide gleichzeitig die Preise erhöhen, so würden beide nur einige Kunden verlieren, nämlich diejenigen, die durch die erhöhten Preise auf Konsum verzichten. Es würden jedoch keine Kunden zur Konkurrenz wechseln. Eine Preisabsprache zwischen den Anbietern könnte ihnen daher im Prinzip Monopolpreise bringen.